# Soffiano
Soffiano è una zona di Firenze, situata nella parte ovest della città, confinante parzialmente con il comune di Scandicci.
Soffiano dal punto di vista amministrativo appartiene al Quartiere 4 (Isolotto-Legnaia). È delimitato a sud-est dalle colline di Marignolle e di Bellosguardo (facenti parte del comune di Firenze) oltre a quelle di Scandicci alto (del limitrofo comune di Scandicci). A nord è delimitato da Legnaia e Monticelli con la sua sottoarea L'Olivuzzo.

## Storia e descrizione
Il toponimo "Soffiano" deriva probabilmente dal latino e potrebbe essere un ricordo della centuriazione romana, come praedium sufianum, cioè "podere di Sufius".
Ha sede a Soffiano (più esattamente a Monticelli) la Villa Strozzi al Boschetto, la quale, ristrutturata nell'800 dall'architetto Giuseppe Poggi e successivamente da Giovanni Michelucci, ospita Tempo Reale, il centro di ricerca musicale fondato dal compositore Luciano Berio ed è stata anche per molto tempo la sede di Polimoda, un istituto di fashion design e marketing.
Nella parte sud-occidentale, esattamente al confine con il comune di Scandicci, è situato il Nuovo Ospedale San Giovanni di Dio, comunemente chiamato Torregalli dai Fiorentini (il nome deriva dal Castello di Torre Galli che sorge accanto al complesso ospedaliero).
Nella zona sono presenti alcuni istituti d'istruzione media-superiore, tra cui il Liceo delle Scienze Umane e Istituto Tecnico Commerciale "Galileo Galilei" fondato nel 1853, ai tempi del Granduca di Toscana, l'Istituto Tecnico Industriale Statale (I.T.I.S.) "Antonio Meucci" ed il Liceo Scientifico "Niccolò Rodolico".
È presente un moderno campo di atletica leggera (intitolato a "Bruno Betti") con annessa palestra. Tale impianto sportivo polivalente ospita la società di atletica "Prosport Atletica Firenze".
Sulla via di Soffiano si trova l'antico Cimitero di Soffiano, con un nucleo monumentale risalente al tardo Ottocento e realizzato in stile neogotico dall'architetto Michelangelo Maiorfi.

## Luoghi d'interesse

### Architetture religiose
- Chiesa di Santa Maria a Soffiano
- Chiesa di San Paolo a Soffiano
- Chiesa di San Pietro a Monticelli
- Chiesa del Santissimo Crocifisso a Monticelli
- Cappella di San Carlo

### Architetture civili
- Villa Strozzi all'interno del parco del Boschetto
- Limonaia di Villa Strozzi all'interno del parco del Boschetto
- Villa Strozzi di San Martino in via del Ferrone,
- Villa Carducci
- Castello di Torregalli
- Villa Pilacci Trecci
- Villa Santa Maria
- Villa Martelli
- Palagio di Guardavia o Villa Artimini

### Altro
- Cimitero di Soffiano
- Teatro estivo Il Boschetto
- Tempo Reale, centro di ricerca produzione e didattica musicale